# Pik Agasis
Pik Agasis je hora v Tádžikistánu. S výškou 5877 m n. m. je nejvyšší horou západní části pamírského pohoří Hřbet Petra I. Dosahuje prominence 1597 metrů, patří tedy mezi ultraprominentní hory, jako jediná z hor hřbetu Petra I.
Tři kilometry západně se nachází nepojmenovaný vedlejší vrchol, pod kterým se nalézá nejbližší vyšší bod od vrcholu Elbrusu, vzdálený 2470 km. Pik Agasis je tedy nejbližší vyšší pojmenovanou horou od Elbrusu.